# 安妮日记 (1995年电影)
《安妮日记》（日语：アンネのにっき，英語：The Diary of Anne Frank），是一部1995年8月19日上映的日本动画电影，改编自安妮·弗兰克1942-1944年的安妮日記。该片是MADHOUSE出品的故事片，由永丘昭典执导。

## 故事
第二次世界大战期间的荷兰阿姆斯特丹。居住在那里的犹太人因担心反犹太政策而感到恐惧。有一天弗兰克家族的13岁女孩安妮的家人接到了“电话”，不得不仓皇出逃。
由于预见到这一天的到来，安妮的父亲奧托·弗蘭克带着家人搬到了他提前准备好的“藏身处”。这是某办公室的阁楼。尽管安妮过着艰难的生活，白天在公众面前屏住呼吸，但她仍能在父母给她的日记中写下她的希望，保持开朗的精神。
然而在1944年他们的藏身处被发现，他们被带走。除了奥托之外，所有人最终都死在了集中营里。

## 配音
- 安妮·弗兰克：高橋玲奈（日语：高橋玲奈）
- 奥托·弗兰克：加藤剛（日语：加藤剛）
- 伊迪丝·弗兰克：樫山文枝（日语：樫山文枝）
- 瑪戈·法蘭克：田野聖子（日语：田野聖子）
- 彼得：草彅剛
- 范杜安：坂上二郎（日语：坂上二郎）
- 弗里茨·菲菲：滝田裕介（日语：滝田裕介）